# 増島雅和
増島　雅和（ますじま　まさかず、1976年（昭和51年）10月19日-）は、日本法・ニューヨーク州法の弁護士。森・濱田松本法律事務所パートナー。
ITビジネスや金融ビジネスなど、データや知財といった無形資産を強みとする企業の資金調達やM&Aなどの取引分野のサポートに強みを持つ。

## 来歴
神奈川県横浜市生まれ。栄光学園中学校・高等学校から、東京大学文科I類に入学、東京大学法学部私法コースに進む。在学中に司法試験に合格した。大学は中退せずに卒業している。
最高裁判所司法研修所（54期修習生）を経て2001年に弁護士登録し、森綜合法律事務所に入所する。大学時代のITブームで多くの同級生が起業する中、自らは「そちら側の人になる」という意思決定ができずに、法律で起業家を支援する仕事に就こうと考え弁護士になることにした、と語っている。不動産ファイナンス、プロジェクトファイナンス、M&Aファイナンス、IPO等の資金調達分野を中心に手掛ける。
2005年、コロンビア大学ロースクールに留学し、2006年に卒業して法学修士（LL.M.）を取得。米国弁護士資格（ニューヨーク州法）を取得。
2006年、カリフォルニア州パロアルト（シリコンバレー）に本拠を置くWilson Sonsini Roodrich & Rosati法律事務所に入所。日米のスタートアップ企業を顧客にベンチャーファイナンス、M&A、IPO等を手掛ける。
2010年、金融庁監督局に出向。保険課と銀行第一課の法務担当の課長補佐として、保険会社の国内外M&A監督、G-SIFIsのtoo big to fail問題への対処等にあたる。出向中の2011年から、日本経済新聞社と米国シンクタンク「Center for Strategic and International Studies」の合弁プロジェクト「日経・CSISバーチャル・シンクタンク」研究員に就任して、政策提言に携わる。
2011年より起業家のためのベンチャーファイナンスを中心とした情報提供サイト「Startup Innovators」を主宰。シリコンバレーのベンチャーエコシステムを日本に持ち込むためには、起業家自身のファイナンスに対する知識向上が不可欠であるとして、東日本大震災をきっかけに情報発信を開始した。東日本大震災後、保険会社による保険金支払いの活動を支援するために土日の勤務が続く中、節電で暗くなっていた階段で足を踏み外して全治2か月の入院療養中、時間ができたので無事だった利き手ではない左手一本で記事を書きあげた。
2015年には、国際通貨基金（IMF）の金融安定査定プログラム（FSAP）外部顧問として、米国金融破綻処理法制の査定プロジェクトに参加した。
日本ベンチャーキャピタル協会、Fintech協会、日本ブロックチェーン協会、日本暗号資産ビジネス協会、ブロックチェーン推進協会のアドバイザー・顧問を歴任、日本クラウドファンディング協会の各理事、金融革新同友会FINOBATORS代表理事など、ベンチャービジネスやFintechに関わる事業者団体の役職に就き、活動を支援している。
政府委員としては、以下の会合のメンバーを務める。
経済産業省
- ブロックチェーン検討会（2016年）
- Fintechの課題と今後の方向性に関する検討会合（2016年）
- ブロックチェーン法制度検討会（2017年）
- 研究開発型ベンチャー企業と事業会社の連携加速に向けた調査検討会（2017年）
- Connected Industries推進のための協調領域データ共有・AIシステム開発促進事業（2019年）
- マイナポイント事業実施に伴うキャッシュレス決済端末導入支援事業審査委員会（2020年）

内閣官房
- シェアリングエコノミー検討会議（2016年）
- ベンチャー・チャレンジ2020 アドバイザリーボード（2016年）
- デジタル市場競争会議ワーキンググループ（2019年）
- ブロックチェーン官民推進会合[3]（2020年）
- Trusted Web推進協議会（2020年）

内閣府
- 保険・共催による災害への備えの促進に関する検討会（2016年）
- 革新的事業活動評価委員会（2018年）
- 規制改革推進会議・投資等ワーキンググループ（2019年）

総務省
- AIインクルージョン推進会議（2019年）
- マイナポイント活用官民連携タスクフォース（2019年）

特許庁
- 知的財産国際権利化戦略推進事業有識者委員会（2018年）
- オープンイノベーションを促進するための支援人材育成及び契約ガイドラインに関する調査研究委員会（2019年）
- オープンイノベーションを促進するための技術分野別契約ガイドライン]に関する調査研究委員会（2020年）

東京都
- クラウドファンディングを活用した資金調達支援審査委員会（2017年）
- 官民連携データプラットフォーム コア事業実証プロジェクト審査委員会（2020年）

## 主張・活動
Startup Innovatorsを立ち上げた2011年当初から、日本経済の回復のカギはオープンイノベーションの推進であるということを一貫して主張していた。Fintechを通じてこの主張の正しさを実証し、日本経済新聞の「私見卓見」でオープンイノベーションの成功のためにはスタートアップと対等の精神で付き合う姿勢が最も大切であると説いている。
2011年にローンチしたREADYFORの立ち上げの際のアドバイザーとして、クラウドファンディングを日本社会に根付かせるための活動にエネルギーを割いている。日本クラウドファンディング協会の立ち上げや理事就任、クラウドファンディングの特性についての論考の発表などに携わるほか、株式型クラウドファンディングに関する米国証券法の改正についての日本初の紹介記事、日本における株式型クラウドファンディングの法制度の設計に関する論考、規制改革推進会議における規制緩和提言など、資金調達の民主化を促進する活動をおこなっている。
設立して間もないシード段階のスタートアップに対する資金調達スキーム「日本版コンバーティブルエクイティ」の考案者。Coral Capital（当時「500 Startups Japan）が「J-KISS」として採用し、日本のシードファイナンスのシーンに革新をもたらした。2020年には経済産業省が、スタートアップへの投資手段としてコンバーティブルエクイティの活用のメリットを解説する「コンバーティブル投資手段ガイドライン」を公表、その監修者となっている。
Fintechによる金融業界の激変を日本で最初に予言した人物の一人としても知られている。2015年当時、Mediumに寄稿した「 Fintechの正体」は、情報産業で過去15年の間に起こったことと同じことが金融業界に起こるであろうことについて、ジョセフ・E・スティグリッツの「信用と情報の経済学」をベースとした論考として、金融業界や金融当局者にも広く読まれ、メガバンクをはじめとする日本の金融機関がプラットフォーム型のビジネスモデルにキャッチアップするきっかけの一つとなった。
仮想通貨とブロックチェーン技術の認知・制度化に早期からコミットしている。仮想通貨については、金融庁から民間に戻った2012年頃から、国境を越えて少額決済が可能なインターネットベースの決済手段としてビットコインの将来性に注目、MtGoxの破綻をきっかけに国会で仮想通貨の規制が取り上げられた2014年以降は、日本の金融法制に仮想通貨を位置付けるための活動を展開し、ニューヨーク州の仮想通貨規制法をいち早く日本に紹介した。仮想通貨を超えてブロックチェーン技術自体が社会変革のためのテクノロジーとして用いられていく未来を2015年の段階で予測した「ブロックチェーンの正体」は、まだブロックチェーン技術が広く社会に知られていなかった伝統的なビジネス層や金融セクター、政策立案者に、ブロックチェーンの本質と潜在的な可能性を非技術・ビジネスの観点から日本で最初に本格的に解説した論考として知られている。
金融庁の保険課で保険会社の実務に深く携わって以降、保険業界にも深くコミットしている。保険代理店の業界団体「RINGの会」のアドバイザーとして、保険代理店の経営者に新しい保険募集規制とその哲学を啓蒙し、代理店経営者の知識向上を訴えた。これにより「保険会社の担当者よりも代理店主の方が保険募集規制に詳しい」という、保険ビジネス始まって以来の知識の逆転現象を成し遂げることに貢献した。また、保険会社のクロスボーダーM&Aの支援を通じ、保険会社グループの多国籍企業化を支援している。さらに、保険とテクノロジーの融合分野インシュアテックにも最初期から注目し、確認できる限りでも2016年7月には、デジタル技術による保険ビジネスの革新に向けた準備を開始するよう、業界に向けて呼びかけている。

## 人間関係
衆議院議員の三谷英弘は栄光中・高と東大の同級生だった。
東京大学教授の松尾豊とは、シリコンバレー滞在中からの盟友である。